# 黃角光水蚤
黃角光水蚤（学名：Lucicutia flavicornis）为光水蚤科光水蚤屬下的一个种。